# Campionat britànic de trial 1956
La temporada de 1956 del Campionat britànic de trial fou la 7a edició d'aquest campionat, organitzat per l'ACU. El calendari oficial constava de 31 proves puntuables.

## Classificació final
| Posició | Pilot             | Motocicleta    | Punts |
| ------- | ----------------- | -------------- | ----- |
| 1       | John Brittain     | Royal Enfield  | 88    |
| 2       | Gordon Jackson    | AJS            | 85    |
| 3       | Brian Martin      | BSA?           | 76    |
| 4       | Jeff Smith        | BSA            | 63    |
| 5       | Gordon McLaughlan | Matchless      | 55    |
| 6       | John Giles        | Triumph?       | 53    |
| 7       | Brian Povey       | James?         | 52    |
| 8       | Artie Ratcliffe   | Matchless?     | 44    |
| 9       | P. Young          | ?              | 39    |
| 10      | Pat Brittain      | Royal Enfield? | 35    |